# Échecs forteresse
Vous lisez un « bon article » labellisé en 2016.
Cet article concerne la variante du jeu d'échecs. Pour la manœuvre consistant à construire un rempart infranchissable à ce même jeu, voir Forteresse (échecs).

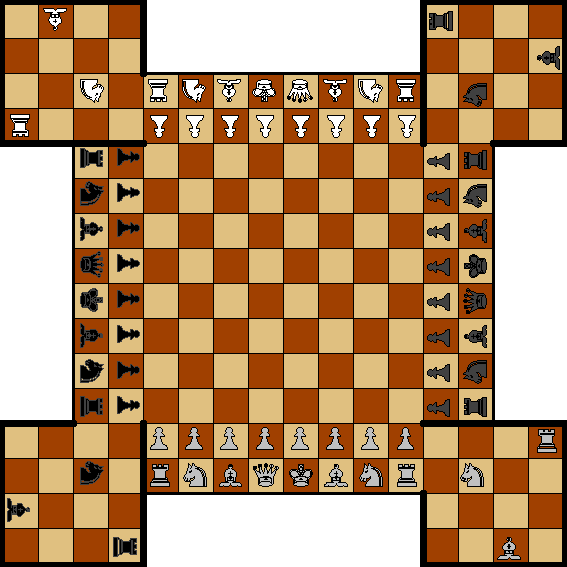
Position initiale d'une partie d'échecs forteresse. Les pièces à l'intérieur des forteresses sont disposées selon la volonté des joueurs.

Les échecs forteresse (aussi appelés échecs à quatre russes ou échecs forteresse russes) sont une variante du jeu d'échecs à quatre joueurs décrite pour la première fois en 1850 mais probablement déjà jouée en Russie dès le XVIIIe siècle, et à laquelle Tchigorine et le champion du monde Capablanca notamment se seraient essayés.
Les joueurs se faisant face forment des équipes. L'échiquier comporte une « forteresse » dans chaque coin et 192 cases au total. Chaque forteresse, présente à la droite du joueur, possède 16 cases sur lesquelles sont ajoutés, en plus des pièces classiques, un fou, un cavalier et une tour. Une « porte » permet d'y entrer ou d'en sortir, et, bien qu'elle soit l'endroit le plus sûr pour protéger ses pièces, n'importe quel joueur peut y entrer sans restriction. Les trois pièces à l'intérieur de la forteresse sont disposées selon le souhait du joueur avant le début de la partie, les autres adoptent le placement classique du jeu d’échecs.
Deux versions s'opposent pour ce qui est de la victoire : la variante russe, dans laquelle les pièces d'un joueur maté sont enlevées du plateau, laissant son partenaire continuer seul l'affrontement, et la variante d'Europe de l'Ouest, dans laquelle ses pièces sont immobilisées mais où le roi peut être « dématé », ce qui lui permet de revenir dans la partie.

## Histoire

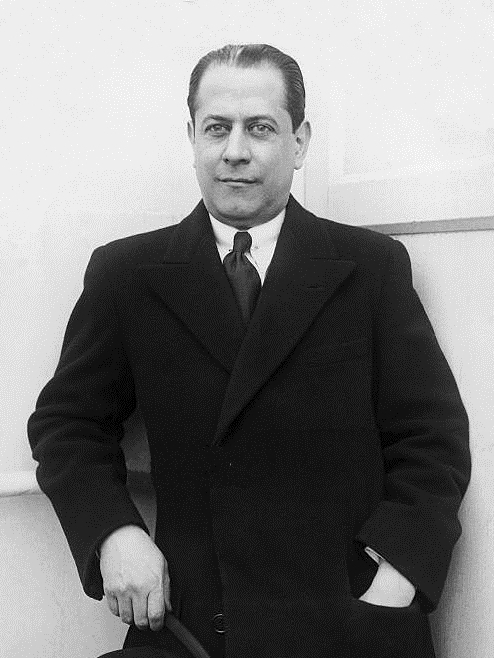
Capablanca, ici en 1931, se serait essayé à cette variante.

Les jeux d'échecs à quatre sont connus dès le haut Moyen Âge en Inde et en Espagne. Au XIXe siècle, ils reviennent en vogue, notamment en Allemagne et en Angleterre où ils sont pratiqués en clubs et essayés par des champions célèbres.
Une première tentative d'échecs à quatre en Europe est présentée en 1664 par Christoph Weickmann à Ulm, en Allemagne,. Les pièces étaient placées sur les intersections d'un plateau en croix (quatre fois 6 × 7 cases autour d'un centre 7 × 7) et les joueurs disposaient de 30 pièces. Dans ses carnets de voyage, l'historien anglais William Coxe témoigne en 1772 d'une pratique des échecs à quatre en Russie. Murray pensait sans le prouver qu'il s'agissait de la variante avec forteresses,. La variante en croix, elle, n'est attestée explicitement qu'en 1779 à Gotha, en Allemagne. De nombreuses versions de ces échecs à quatre furent proposées dans les années suivantes, essentiellement en Allemagne et en Angleterre. En 1881, George Hope Verney leur consacre même un article puis les place au centre d'un livre intitulé Chess Eccentricities. Il fonde également un club à Londres qui restera actif jusqu'à la Seconde Guerre mondiale. Il choisit chacune des règles et adopte les extensions 8 × 3, plutôt que 8 × 2, pour l'échiquier. Il préconise de placer les dames sur les cases blanches, règle modifiée par l'Anglais M. E. Hughes-Hughes, qui fixe l'ensemble des règles définitives des échecs à quatre en 1888, y compris, également, le double pas initial des pions, la prise en passant et l'interdiction de certains roques.
La variante des échecs forteresse est décrite pour la première fois en 1850 par Von Petroff. En 1855, un club est même créé à Londres,. Mikhaïl Tchigorine et José Raúl Capablanca auraient fait partie des champions ayant essayé cette variante,.

## Description

### Position initiale
Le plateau d'échecs forteresse se compose de 192 cases : le plateau normal du jeu d'échecs, quatre extensions de terrains de 8 × 2 cases ainsi que quatre forteresses, chacune de 4 × 4 cases, situées dans les coins du plateau. Des petits trous, au nombre de 24 (six pour chaque joueur), sont disposés à l'extérieur de l'aire de jeu pour procéder au décompte des parties gagnées. Sur certains plateaux, une cloison était fixée pour marquer une séparation entre le terrain commun et la forteresse.
Une partie commence dans la position initiale ci-contre, les joueurs pouvant placer les pièces disposées à l'intérieur de leur forteresse où ils le souhaitent,,,. La tour est généralement placée sur la même ligne que les pions, avec le fou placé de sorte qu'il dispose de la diagonale lorsque le pion bloquant est déplacé, et le cavalier près de l'entrée de la forteresse, protégeant ainsi le roi jusqu'à ce qu'il soit en sécurité. Les pions ennemis ne peuvent se capturer dans la position de jeu initiale. Les échecs forteresse ont parfois été joués en inversant la position initiale du roi et de la dame, rendant bien plus difficile la quête du roi vers la forteresse.

### Déplacements, promotion et victoire
Les joueurs se faisant face forment des équipes. Le jeu tourne dans le sens horaire,.
La règle du roque est la même que dans les échecs classiques. Utilisé généralement tôt dans la partie, le petit roque est le plus pratiqué car il permet de hâter la mise à l'abri du roi dans la forteresse.
Les déplacements sont les mêmes que pour le jeu d'échecs classique. Au moins en Russie, la dame disposait également du déplacement du cavalier, une spécificité présente également dans le jeu d'échecs classique dans ce pays à l'époque de l'invention de ce jeu. Les pions alliés se rencontrant sont bloqués jusqu'à ce que la capture d'un des deux survienne,.
Pour passer une « porte » et ainsi pénétrer ou sortir d'une forteresse, on considère que le cavalier se déplace d'abord d'un pas en avant puis d'un pas en diagonale,,,. Bien que la forteresse soit l'endroit le plus sûr pour protéger ses pièces, n'importe quel joueur peut y entrer sans restriction,,. Elles permettent néanmoins d'éviter les parties courtes du fait qu'elles offrent à chaque joueur un sanctuaire dont la sécurité est comparable.
La promotion d'un pion s'effectue lorsque celui-ci arrive sur la dernière rangée, que ce soit à l'intérieur ou (plus fréquemment) à l'extérieur d'une forteresse. Elle peut se faire chez le partenaire comme chez l'adversaire.
Pour ce qui est de la victoire, il existe deux variantes. Dans la variante russe, lorsqu'un joueur est maté, ses pièces sont enlevées du plateau et son partenaire continue seul l'affrontement,, ce qui ne laisse alors que peu de chances au joueur restant qui, après les deux coups de ses adversaires, continue de ne jouer qu'un unique coup. Dans la variante d'Europe de l'Ouest, ses pièces sont immobilisées mais le roi peut être « dématé », ce qui lui permet de revenir dans la partie. Dans les deux cas, l'équipe gagnante est celle qui réussit à mater les deux adversaires,.